# Wolfgang Michael (Historiker)

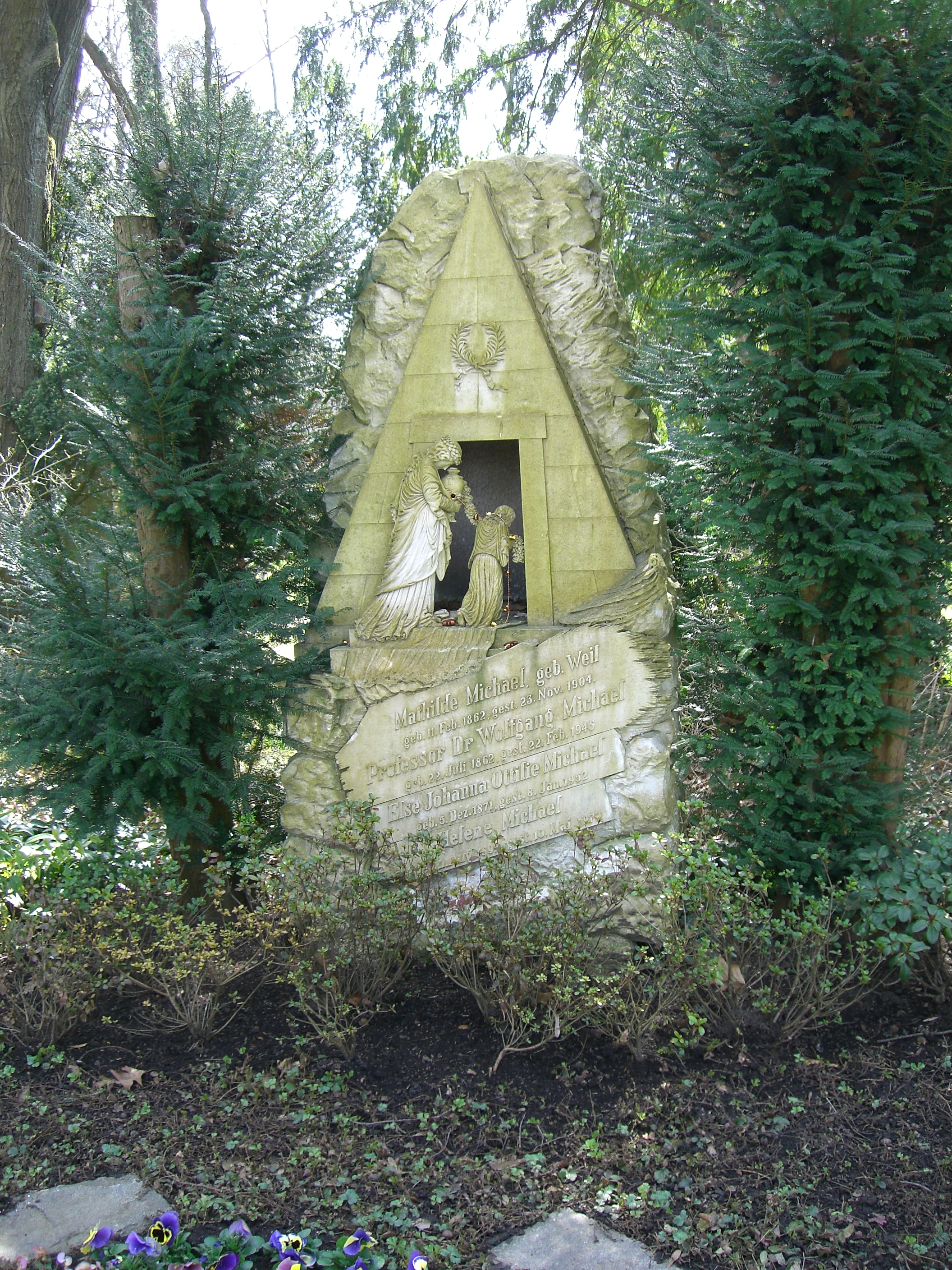
Grabstätte Michaels

Wolfgang Michael (* 11. August 1862 in Hamburg; † 22. Februar 1945 in Basel) war ein deutscher Historiker und Hochschullehrer.

## Leben
Michael wuchs in einem jüdischen Elternhaus auf. Der Vater Michel Isaac Michael praktizierte als Arzt. Seine Mutter Sara stammte als Tochter des Bankiers Wolff Salomon Samuel Warburg aus einer der bedeutendsten Familie des Hamburger jüdischen Bürgertums. Der junge Wolfgang besuchte das Johanneum, ein 1529 gegründetes humanistisches Gymnasium in Hamburg-Winterhude, an dem er 1882 die Hochschulreife erwarb. 1883 begann er sein Studium der Jurisprudenz und der Geschichte zunächst an der Universität Leipzig, dann in Freiburg bei dem Professor der Neueren Geschichte Hermann Eduard von Holst und schließlich in Berlin bei Hans Delbrück, Julius Weizsäcker, des Weiteren bei dem „Geheimen Staatsarchivar“ und a.o. Professor Reinhold Koser sowie dem Mediävisten Harry Bresslau, wie Michael ein ungetaufter Jude. Hier promovierte er 1887 mit einer Arbeit über die „Formen der unmittelbaren persönlichen Kontakte wie auch des Briefverkehrs zwischen den deutschen Kaisern und souveränen Fürsten zwischen dem 10. und 12. Jahrhundert“.
Der vollständige Text von Michaels Dissertation wurde 1888 gedruckt. Im selben Jahre meldete er sich aus London, wo er Archivstudien betrieb, mit einem Aufsatz über die englischen Koalitionsentwürfe des Jahres 1772. Die akademische Karriere begann 1889 mit seiner Einstellung als Privatdozent für neuere Geschichte an der Universität Freiburg im Breisgau. Im folgenden Jahr habilitierte er sich mit einer 92-seitigen Arbeit über „Englands Stellung zur ersten Teilung Polens“. Ab 1894 lehrte er als außerordentlicher Professor, seit 1920 als ordentlicher Professor westeuropäische Geschichte. Im Jahre 1924 wurde er zum 1. April „einstweilen emeritiert“, wenig später jedoch als Ersatz für den erkrankten Kollegen Felix Rachfahl zum Sommersemester 1925 zurückbeordert. Trotz der für den 1. April 1931 geplanten „endgültigen Emeritierung“ hielt er auch nach diesem Datum Vorlesungen.
Nach der „Machtergreifung“ setzte sich die Universität beim Ministerium in Karlsruhe für ihn ein, doch zum Jahresende 1935 entzog man ihm als „Volljuden“ die Lehrbefugnis. Bis mindestens 1938 blieb er in Freiburg. Schließlich zog er nach Basel, wo er kurz vor Kriegsende an einer „Grippe mit Bronchialkatarrh“ verstarb.
Michael heiratete im Jahr 1891 Mathilde Weil († 1904). Im folgenden Jahr wurde die Tochter Helene, 1895 der Sohn Wilhelm Wolfgang und 1898 der Sohn Stephen Ernst geboren.

## Wirken
Michaels Arbeiten zur englischen Geschichte verhalfen ihm zu internationalem Ansehen. Zugleich engagierte er sich im Flottenverein und der Deutschen Kolonialgesellschaft durch Veröffentlichungen, Vorträge sowie durch Vorlesungen als Befürworter der deutschen Kolonialpolitik.

## Werke
- Michael, Wolfgang: Die Formen des unmittelbaren Verkehrs zwischen den deutschen Kaisern und souveränen Fürsten vornehmlich im X. XI. und XII. Jahrhundert. Hamburg: Voss, 1888.
- dito: Die englischen Koalitionsentwürfe des Jahres 1748. In: Forschungen zur brandenburgischen und preussischen Geschichte, Bd. 1, S. 527–572, 1888. (Digitalisat)
- dito: Oliver Cromwell und die Auflösung des langen Parlaments. In: Historische Zeitschrift, LXIII, S. 56–78, 1889.
- dito: Ein Urteil Josefs II. über Friedrich den Großen und Preussen vom Jahre 1772. In: Forschungen zur brandenburgischen und preussischen Geschichte, Bd. 3, S. 246–247, 1890.
- dito: Englands Stellung zur ersten Teilung Polens. Habilitationsschrift. Hamburg/Leipzig: Voss, 1890. (Digitalisat)
- dito: Englische Geschichte im achtzehnten Jahrhundert. Bd. 1, Voss, 1896; Bd. 2, 1920; Bd. 3, 1934; Bd. 4, 1937.
- dito: Oliver Cromwell. 2 Bde., Berlin: Ernst Hoffmann & Co, 1907.
- dito: Englands Politik und der Krieg. Berlin: Walther Rothschild, 1915.
- dito: Englands Friedensschlüsse. Berlin / Leipzig: Walther Rothschild, 1918.
- dito: Die Anfänge des Hauses Hannover. Berlin / Leipzig: Walther Rothschild 1921.
- dito: Ranke und Treitschke und die deutsche Einheit. Berlin: Walther Rothschild, 1922.
- dito: Englands Friedensschlüsse. Berlin: Walther Rothschild, 1918.
- dito: Die Anfänge des Theaters zu Freiburg im Breisgau. Freiburg: Waibel, 1934.
- dito: England under George I: The Beginnings of the Hanoverian Dynasty. London: Macmillan, 1936. (Review 1937)
- dito: England under George I: The Quadruple Alliance. London: Macmillan, 1939.
- dito: Zur Entstehung der pragmatischen Sanktion Karls VI. Basel: Verl. f. Recht u. Gesellschaft, 1939